# Murbeckiella sousae
Murbeckiella sousae är en korsblommig växtart som beskrevs av Werner Hugo Paul Rothmaler. Murbeckiella sousae ingår i släktet Murbeckiella och familjen korsblommiga växter. IUCN kategoriserar arten globalt som nära hotad. Inga underarter finns listade i Catalogue of Life.